# Зверев, Александр
Алекса́ндр Алекса́ндрович (Са́ша) Зве́рев (нем. Alexander "Sascha" Zverev; род. 20 апреля 1997, Гамбург) — немецкий теннисист. Олимпийский чемпион 2020 года в одиночном разряде; финалист трёх турниров Большого шлема в одиночном разряде (Открытый чемпионат США-2020, Открытый чемпионат Франции-2024, Открытый чемпионат Австралии-2025); двукратный победитель Итогового турнира ATP (2018 и 2021) в одиночном разряде; победитель 26 турниров ATP (из них 24 в одиночном разряде); победитель United Cup (2024) в составе сборной Германии.
Победитель одного юниорского турнира Большого шлема в одиночном разряде (Открытый чемпионат Австралии-2014).
На данный момент является первой ракеткой Германии. 

## Общая биография
Родился в семье русских теннисистов, эмигрировавших из СССР. Отец — советский теннисист Александр Зверев — старший. В 1991 году он вместе с женой Ириной Зверевой (в девичестве — Фатеевой) и старшим сыном Мишей переехал в Германию. Миша Зверев также теннисист, выступашвий за Германию (поднимался до 25-го места в мировом рейтинге), а Ирина является теннисным тренером.
В возрасте 4 лет у Зверева был диагностирован диабет первого типа, что он впервые публично подтвердил летом 2022 года.
Взял в руку ракетку в возрасте 5 лет. Своим кумиром в детстве называет Роджера Федерера. Сильной стороной Зверева является мощная подача, средняя скорость которой обычно превосходит 200 км/ч. Максимальная скорость подачи 228 км/ч.
Говорит на немецком, русском и английском языках. Увлекается футболом и баскетболом — болельщик сборной Германии по футболу, а также баскетбольной команды «Майами Хит».

### Личная жизнь
В октябре 2020 года бывшая девушка Зверева Ольга Шарыпова рассказала, что подвергалась домашнему насилию со стороны теннисиста. Зверев отверг эти обвинения и назвал их беспочвенными. Позже Зверева обвинила в домашнем насилии его другая бывшая девушка, Бренда Патеа, заявив, что однажды во время ссоры он стал её душить. Берлинский суд оштрафовал теннисиста на 450 тысяч евро. От Бренды у Александра есть дочь Майла, которая родилась в марте 2021 года.

## Спортивная карьера

### Начало карьеры

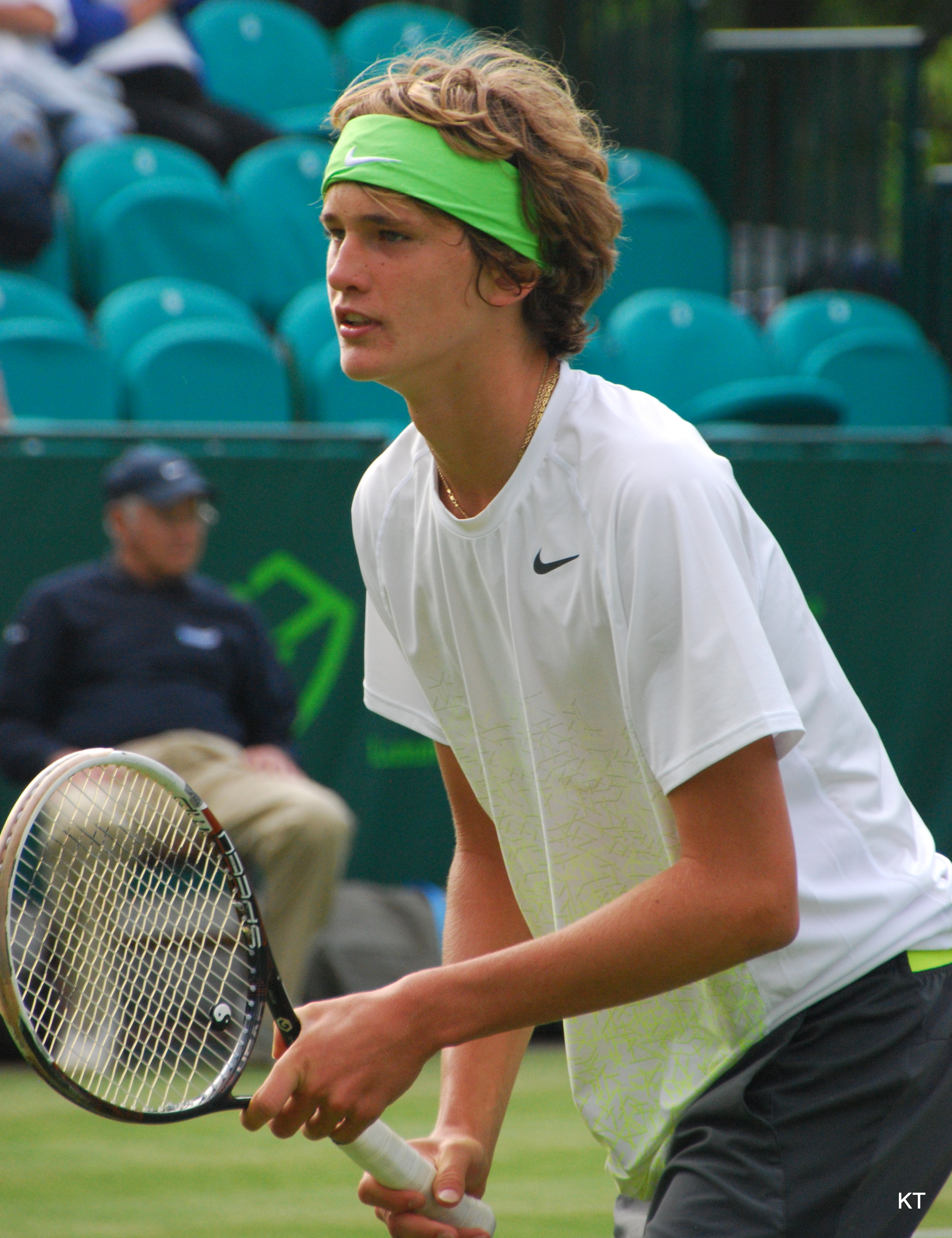
Зверев в 2013 году

Свои первые выступления на юниорских турнирах ITF провёл в 2011 году в 13 лет. Первый турнир в рамках этого тура выиграл в 2012 году. В парном разряде часто играл на турнирах среди юношей в команде с россиянином Андреем Рублёвым. Серьёзные успехи на юниорском уровне пришли к нему в 2013 году, когда Зверев вышел в финал Ролан Гаррос, где уступил Кристиану Гарину. В октябре он смог возглавить юниорский рейтинг, а в январе 2014 года победил на юниорском Открытом чемпионате Австралии, переиграв в финале американца Стефана Козлова со счетом 6:3, 6:0. После этого успеха Зверев завершил выступления на юниорском уровне, перейдя во взрослый тур.
Первые матчи на квалификационном уровне среди взрослых Зверев провёл в 2011 году в возрасте 14-ти лет. В ноябре 2012 года он впервые сыграл в финале турнира серии «фьючерс». В июле 2013 года дебютировал в Мировом туре АТП, сыграв на турнире в родном для себя Гамбурге, благодаря специальному приглашению. В первом матче на столь высоком уровне он проиграл испанцу Роберто Баутисте. В июле 2014 года в Брауншвейге Зверев одержал свою первую победу на турнире из серии «челленджер», переиграв в финале опытного француза Поля-Анри Матьё. Через две недели после этого на турнире в Гамбурге он смог пройти в полуфинал. Для этого достижения ему удалось переиграть по ходу турнира Робина Хасе, Михаила Южного, Сантьяго Хиральдо и Тобиаса Камке. Остановить Зверева смог № 7 в мировом рейтинге Давид Феррер. Отдельные успехи 2014 года позволили 17-летнему Звереву войти в топ-200 мирового одиночного рейтинга.
В мае 2015 года вместе со своим старшим братом Мишей Зверевым он смог выйти в финал парного розыгрыша турнира в Мюнхене. Затем Зверев выиграл «челленджер» в Хайльбронне и впервые поднялся в топ-100 мирового рейтинга. Дебютным для него турниром серии Большого шлема в основных соревнованиях стал Уимблдон. В первом раунде он в упорном пятисетовом поединке переиграл Теймураза Габашвили — 6:3, 1:6, 6:3, 3:6, 9:7, однако во втором уступил Денису Кудле. В июле Зверев сыграл в полуфинале грунтового турнира в Бостаде. В августе, перейдя на хард, он вышел в стадию 1/4 финала в Вашингтоне. На Открытом чемпионате США Зверев пробивался через квалификацию, однако в основной сетке уже в первом раунде он уступил соотечественнику Филиппу Кольшрайберу. Сезон 2015 года он завершил на 83-м месте в мировом рейтинге. Успехи Зверева были отмечены Ассоциацией теннисистов-профессионалов, и по итогам сезона он получил награду как лучший «Новичок года».

### 2016—2017: победы на Мастерсах и № 3 в мире

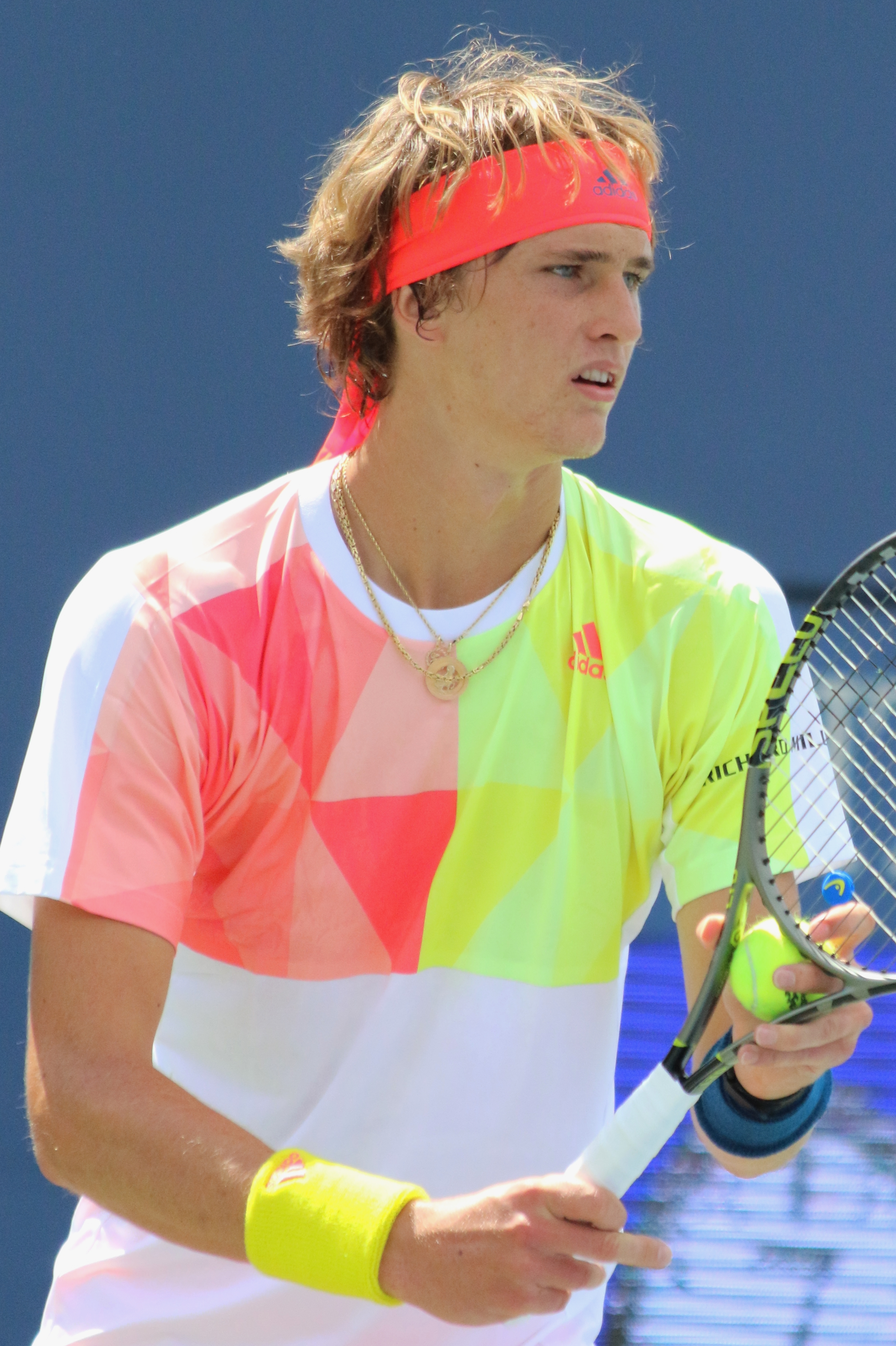
Зверев на Открытом чемпионате США 2016 года

С 2016 года начался прорыв в элиту мирового тенниса. На дебютном в основе Открытом чемпионате Австралии в 2016 году Зверев в первом раунде проиграл № 2 в мире Энди Маррею. В феврале Зверев с братом Мишей дошёл до финала парного розыгрыша турнира в Монпелье. В одиночном разряде турнира он прошёл в полуфинал и переиграл во втором раунде представителя топ-20 Марина Чилича — 7:6(4), 7:6(1). На турнире в Роттердаме в матче второго раунда Зверев обыграл № 15 в мире Жиля Симона — 7:5, 3:6, 7:6(4), а в четвертьфинале проиграл № 18 Гаэлю Монфису. В начале марта он впервые сыграл за сборную Германии в первом раунде Кубка Дэвиса против сборной Чехии. Оба своих матча Зверев проиграл, и немцы уступили с общим счётом 2-3. На турнире серии Мастерс в Индиан-Уэлсе обыграл Ивана Додига, Григора Димитрова и Жиля Симона. В матче четвёртого раунда Зверев потерпел поражение от № 5 в мире Рафаэля Надаля — 7:6(8), 0:6, 5:7. В апреле Зверев поднялся в рейтинге в топ-50 и вышел в полуфинал на турнире в Мюнхене, где проиграл № 15 Доминику Тиму, а ранее в 1/4 обыграл № 13 в мире Давида Гоффена. Следующий раз Зверев встретился с австрийцем Тимом в финале турнира в Ницце, который стал для немецкого теннисиста дебютным в одиночных соревнованиях АТП. Тим вновь одержал победу над Зверевым (6:4, 3:6, 6:0) и завоевал титул. Австриец смог стать преградой для Зверева в третий раз, переиграв его в матче третьего раунда Открытого чемпионата Франции.
В июне 2016 года на травяном турнире в Халле в полуфинальном матче Зверев обыграл № 3 в мире Роджера Федерера со счётом 7:6(4), 5:7, 6:3. Эта победа над кумиром детства стала первой в карьере теннисиста, когда он обыграл представителя топ-10. В финале он проиграл соотечественнику Флориану Майеру — 2:6, 7:5, 3:6. На Уимблдонском турнире Зверев смог пройти до третьего раунда, где его остановил № 9 в мире Томаш Бердых. В июле он вышел в полуфинал турнира в Вашингтоне. Открытый чемпионат США завершился для Зверева во втором раунде. 25 сентября 2016 года Зверев выиграл свой первый взрослый турнир Мирового тура АТП, победив в финале турнира в Санкт-Петербурге третьего в мире Станисласа Вавринку со счётом 6:2, 3:6, 7:5. На пути к этому успеху Зверев также смог обыграть трёх представителей России и в полуфинале № 9 в мире Томаша Бердыха (6:4, 6:4). В октябре на турнире в Пекине он обыграл теннисиста из топ-10 Доминика Тима и американца Джека Сока, а в 1/4 проиграл Давиду Ферреру. В конце сезона Зверев вышел в полуфинал турнира в Стокгольме и на время попал в топ-20 мирового рейтинга. Он стал самым молодом теннисистом в топ-20 с 2006 года, когда в элиту поднялся Новак Джокович. Сезон в итоге он завершил на 24-м месте.
На Открытом чемпионате Австралии 2017 года Звереву не очень повезло с сеткой и в третьем раунде он встретился с Рафаэлем Надалем, проиграв испанцу в пяти сетах. В феврале на зальном турнире в Монпелье Зверев смог сделать победный дубль. В одиночках он сыграл три трёхсетовых поединка перед финалом и вышел на Ришара Гаске, выиграв у француза со счётом 7:6(4), 6:3. В парном разряде он взял титул, выступив со своим братом Мишей. В марте на Мастерсе в Майами Зверев смог выйти в четвертьфинал, благодаря победе над № 3 в мире Стэном Вавринкой — 4:6, 6:2, 6:1. В первую неделю мая Зверев выиграл второй титул сезона, став чемпионом турнира в Мюнхене. В финале он нанёс поражение аргентинцу Гидо Пелье — 6:4, 6:3. Затем на Мастерсе в Мадриде он смог выйти в четвертьфинал. На следующем грунтовом Мастерсе в Риме Зверев обыграл в решающих раундах Милоша Раонича, Джона Изнера, а в финале № 2 в мире Новака Джоковича (6:4, 6:3). Он стал самым молодым теннисистом, кто выиграл Мастерс, с 2007 года, когда выигрывал Джокович. Также он стал первым теннисистом, родившимся в 1990-е годы, кто выиграл титул на этой престижной серии. После победы 20-летний теннисист впервые поднялся в топ-10 мирового рейтинга. На Ролан Гаррос Зверев проиграл уже в первом раунде.
В июне 2017 года на траве в Хертогенбосе Зверев вышел в полуфинал. На следующем турнире в Халле в финале проиграл Роджеру Федереру — 1:6, 3:6. На этом турнире он сыграл и парный финала совместно с братом. На Уимблдонском турнире Зверев впервые смог дойти до четвёртого раунда в рамках серии Большого шлема. В сложном пятисетовом матче он проиграла Милошу Раоничу. Летнюю серию турниров в Америке Зверев начал с выигрыша в начале августа турнира в Вашингтоне. В последних матчах он переиграл № 9 в мире Кэя Нисикори (6:3, 6:4), а также Кевина Андерсона (6:4, 6:4). Следующим турниром стал Мастерс в Монреале, на котором Зверев обыграл всех соперников. В финале он победил Федерера 6:3, 6:4. Титул стал для Зверева уже пятым и вторым на Мастерсах по ходу сезона. Открытый чемпионат США завершился для него во втором раунде, но несмотря на неудачу, он поднялся в рейтинге на 4-е место. Осенью в азиатской серии турниров Зверев добился лучшего результата на турнире в Пекине, доиграв до полуфинала. В конце сезона он впервые сыграл на Итоговом турнире АТП. Перед турниром он поднялся на 3-ю строчку в рейтинге. Однако на дебютном решающем турнире он не смог выйти из группы. Зверев выиграл первый матч у Марина Чилича, но затем проиграл дважды — Федереру и Соку. По результатом сезона Зверев занял 4-е место.

### 2018—2019: победа на Итоговом турнире

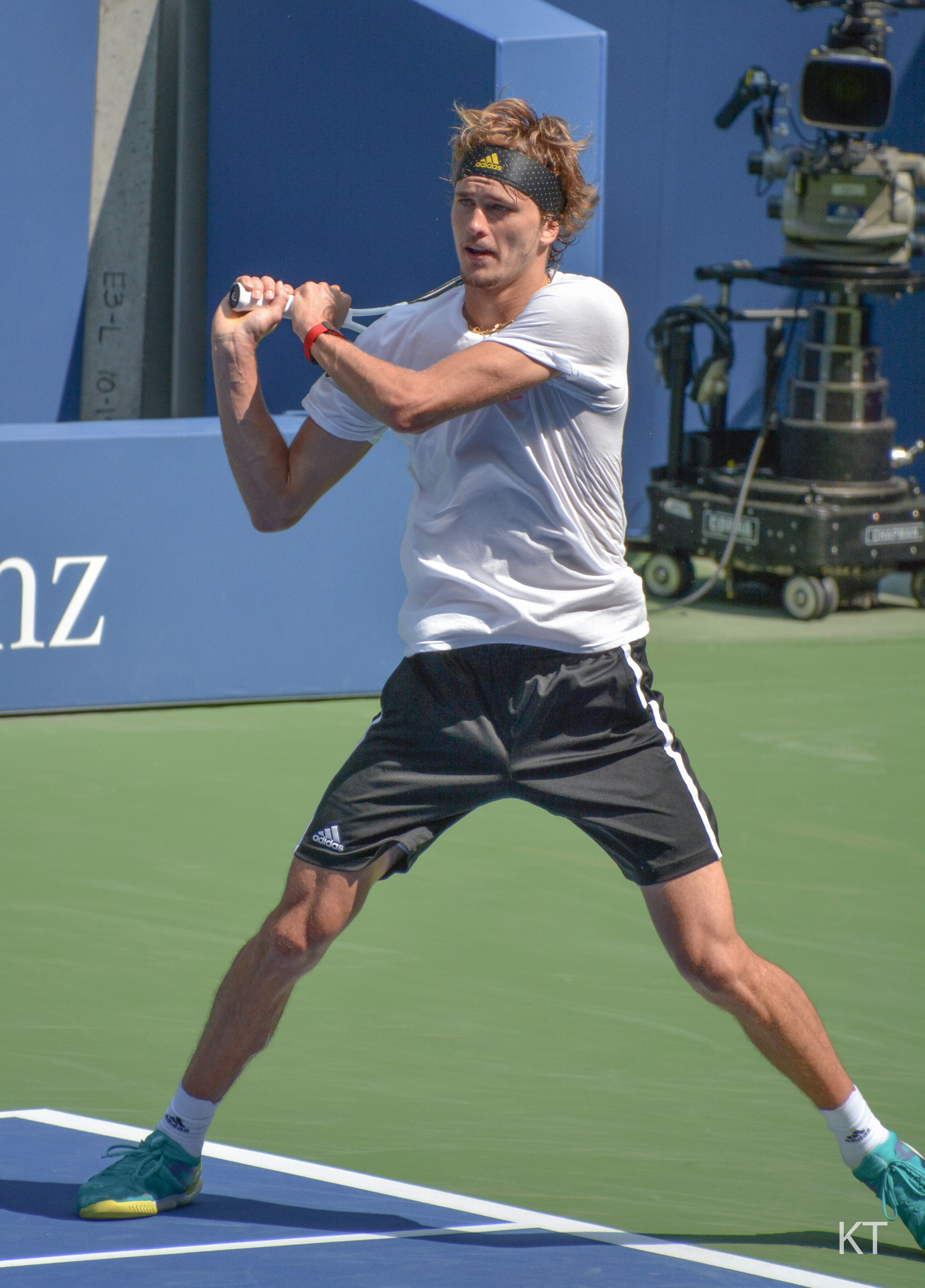
Зверев на Открытом чемпионате США 2018 года

В начале сезона 2018 года Зверев сыграл за команду Германии на выставочном командном турнире Кубок Хопмана — совместно с Анжеликой Кербер они вывели сборную в финал, в котором проиграли команде Швейцарии с Федерером и Бенчич в составе. На Открытом чемпионате Австралии Зверев, посеянный 4-м, не смог пройти в четвёртый круг, уступив молодому корейскому теннисисту Чону Хёну. В феврале лучшим результатом Зверева стал выход в полуфинал турнира в Акапулько. На Мастерсе в Майами в марте он смог достичь финала, в котором в трёх сетах уступил американцу Джону Изнеру (7:6(4), 4:6, 4:6). В апреле на грунтовом Мастерсе в Монте-Карло ему удалось выйти в полуфинал. Затем он взял титул на турнире в Мюнхене, где в финале обыграл Филиппа Кольшрайбера (6:3, 6:3). После этого Зверев выиграл Мастерс в Мадриде. 13 мая он одержал победу в финале над Домиником Тимом — 6:4, 6:4. Зверев затем вышел в финал Мастерса в Риме, в котором все же уступил Рафаэлю Надалю 1:6, 6:1, 3:6. На Открытом чемпионате Франции Зверев смог впервые в карьере достичь четвертьфинала турнира Большого шлема, где уступил Тиму.
В июне 2018 года в паре с братом Мишей вышел в финал турнира в Халле. Уимблдонский турнир завершился для Зверева поражением в третьем раунде. В начале августа выиграл турнир в Вашингтоне, где в финале переиграл Алекса де Минора — 6:2, 6:4. На Мастерсе в Торонто он добрался до четвертьфинала. Открытый чемпионат США для Зверева завершился в третьем раунде. В октябре на Мастерсе в Шанхае он доиграл до полуфинала. Также он выступил и на зальном турнире в Базеле. Там же он смог выйти в финал в парном разряде совместно с братом. На завершающем в сезоне Мастерсе в Париже Зверев доиграл до четвертьфинала. Главным выступлением в сезоне для Зверева стал Итоговый турнир. В своей группе он выиграл два матча у Джона Изнера и Марина Чилича и проиграл только Новаку Джоковичу. В полуфинале обыграл Федерера 7:5, 7:6(5). В финале он вновь сыграл против первой ракетки мира Джоковича и на этот раз смог победить — 6:4, 6:3. Зверев стал самым молодым после Джоковича победителем Итогового турнира и первым с 1995 года представителем Германии. По итогам сезона он стал 4-й ракеткой мира.
Сезон 2019 года Зверев начал с участия в Кубке Хопмана. Как и год назад, команда Германии в составе Зверева и Кербер смогли добраться до финала, где вновь проиграла команде Швейцарии в составе Бенчич и Федерера. На Открытом чемпионате Австралии Зверев в четвёртом круге уступил Милошу Раоничу из Канады. После турнира он поднялся на третье место одиночного рейтинга. В феврале Зверев дошёл до финала турнира в Акапулько, но проиграл его в двух сетах австралийцу Нику Кирьосу — 3:6, 4:6. В парных соревнованиях в Акапулько братья Зверевы выиграли главный приз, который стал для них вторым в Туре. Далее Зверев на шести турнирах подряд не мог выиграть более одного матча. Сломать эту тенденцию он смог в мае на Мастерсе в Мадриде, где дошёл до четвертьфинала. На турнире в Женеве Зверев одержал победу, переиграв в финале чилийца Ярри Николаса 6:3, 3:6, 7:6(8). На Открытом чемпионате Франции он второй год подряд смог пройти в четвертьфинал, где в борьбе за путевку в полуфинал проиграл Новаку Джоковичу.
Травяной отрезок 2019 года у Зверева не получился. Лучшим достижением стал четвертьфинал в Халле, а на Уимблдоне он выбыл уже в первом раунде. В июле он сыграл на грунтовом турнире в Гамбурге и прошёл в полуфинал. В августе, перейдя на хард, он начал с Мастерса в Монреале, на котором вышел в 1/4 финала. На Открытом чемпионате США Зверев выиграл три матча, но в четвёртом раунде уступил Диего Шварцману. Осеннюю часть сезона он начал с выхода в полуфинал турнира в Пекине. В октябре дошёл до финала турнира серии Мастерс в Шанхае, в котором он уступил Даниилу Медведеву (4:6, 1:6). По ходу турнира обыграл в 1/4 финала № 3 в мире Роджера Федерера — 6:3, 6:7(7), 6:3. На Итоговом турнире Зверев в своей группе выиграл два матча: у первой ракетки мира Рафаэля Надаля (6:2, 6:4) и у № 4 Даниила Медведева (6:4, 7:6). Проиграл греку Стефаносу Циципасу 3:6, 2:6. В полуфинале Зверев проиграл Тиму (5:7, 3:6). Сезон 2019 года он завершил на 7-м месте рейтинга.

### 2020: финал в США
Зверев, находясь в элите мирового тенниса с 2017 года не очень удачно играл Большие шлемы. К 2020 году он выступил в основе на 18 турнирах серии, но лишь дважды смог выйти в четвертьфинал. На Открытом чемпионате Австралии он дошёл до полуфинала, в котором уступил в четырёх сетах Доминику Тиму. Следующий шаг он сделал после паузы в сезоне. На Открытом чемпионате США впервые в карьере Зверев дошёл до финала турнира Большого шлема. В полуфинале проиграл два первых сета испанцу Пабло Карреньо Бусте, но сумел выиграть три сета подряд (3:6, 2:6, 6:3, 6:4, 6:3). В финале против Доминика Тима Зверев выиграл два первых сета и вёл с брейком в третьем, но Тим сумел выиграть две партии. В пятом сете Зверев подавал на матч при счёте 5:3, но проиграл три гейма подряд. В 12-м гейме уже Тим подавал на матч, но Зверев сумел сделать обратный брейк. На тай-брейке Зверев сумел отыграть два матчбола при счёте 4:6, но проиграл два следующих мяча, а с ними и матч.
| Стадия  | Соперник (посев)           | Рейтинг | Счёт                       | Время матча |
| 1 раунд | Кевин Андерсон             | 117     | 7:6(2), 5:7, 6:3, 7:5      | 3 ч 7 мин   |
| 2 раунд | Брендон Накасима (WC)      | 223     | 7:5, 6:7(8), 6:3, 6:1      | 2 ч 55 мин  |
| 3 раунд | Адриан Маннарино (32)      | 39      | 6:7(4), 6:4, 6:2, 6:2      | 2 ч 52 мин  |
| 4 раунд | Алехандро Давидович Фокина | 99      | 6:2, 6:2, 6:1              | 1 ч 34 мин  |
| 1/4     | Борна Чорич (27)           | 32      | 1:6, 7:6(5), 7:6(1), 6:3   | 3 ч 25 мин  |
| 1/2     | Пабло Карреньо Буста (20)  | 27      | 3:6, 2:6, 6:3, 6:4, 6:3    | 3 ч 23 мин  |
| Финал   | Доминик Тим (2)            | 3       | 6:2, 6:4, 4:6, 3:6, 6:7(6) | 4 ч 2 мин   |

Следующим после турнира в США для Зверева стал перенесенный на осень Ролан Гаррос. Немецкий теннисист доиграл на нём до четвёртого раунда. В октябре выиграл подряд два титула на внесённых в календарь турнирах в Кёльне. В первом финале он обыграл Феликса Оже-Альяссима (6:3, 6:3), а во втором — Диего Шварцмана (6:2, 6:1). На зальном Мастерсе в Париже Зверев достиг финала, обыграв в 1/4 финала Стэна Вавринку, а в полуфинале — Рафаэля Надаля. В титульном матче он уступил россиянину Даниилу Медведеву 7:5, 4:6, 1:6. На Итоговом турнире Зверев смог выиграть только один матч у Диего Шварцмана. Проиграв Новаку Джоковичу и Даниилу Медведеву, он не вышел из группы.

### 2021: олимпийское золото Токио, победа на итоговом турнире ATP
На Открытом чемпионате Австралии Зверев проиграл в четвертьфинале Джоковичу.
В марте выиграл турнир ATP 500 в Акапулько на харде, не проиграв ни одного сета. В мае победил на Мастерсе в Мадриде, обыграв по ходу Рафаэля Надаля (6:4, 6:4) и Доминика Тима (6:3, 6:4). В финале Зверев победил в трёх сетах Маттео Берреттини.

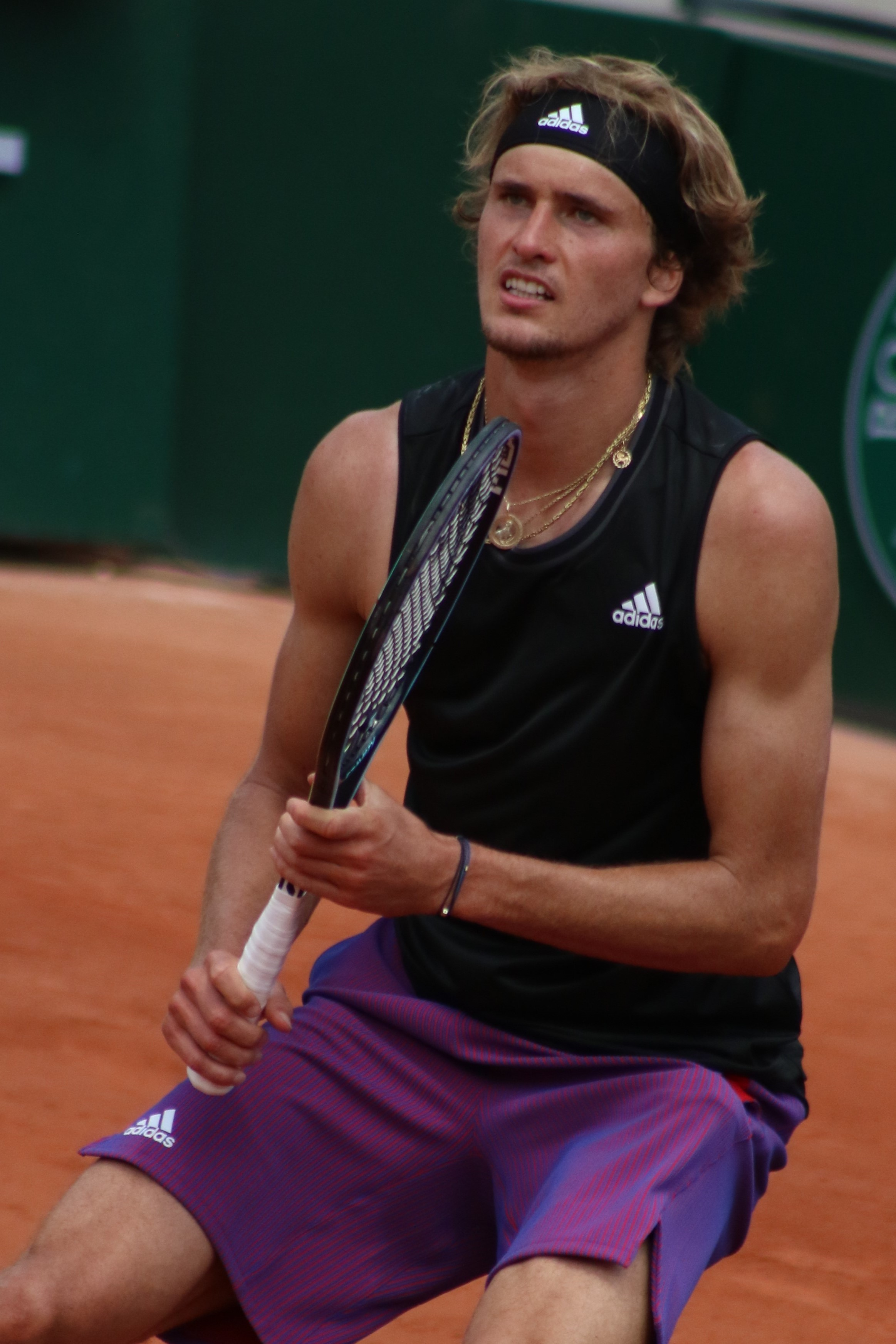
Открытый чемпионат Франции 2021

На Открытом чемпионате Франции Зверев в первом круге с трудом обыграл в пяти сетах 152-ю ракетку мира Оскара Отте (3:6, 3:6, 6:2, 6:2, 6:0), но затем уверенно прошёл 4 раунда, не отдав ни одного сета. В полуфинале Зверев в пяти сетах уступил Стефаносу Циципасу — 3:6, 3:6, 6:4, 6:4, 3:6.
На Уимблдоне Зверев в 4-м круге проиграл в пяти партиях Феликсу Оже-Альяссиму.
Летом Зверев стал олимпийским чемпионом в мужском одиночном разряде на Играх в Токио. За весь турнир Зверев проиграл только один сет — в полуфинале Джоковичу.
После Олимпиады Зверев выиграл Мастерс в Цинциннати на харде, обыграв в финале Андрея Рублёва (6:2, 6:3). На Открытом чемпионате США Зверев довёл свою победную серию до 16 матчей, дойдя до полуфинала. На этой стадии в упорной борьбе уступил первой ракетке мира Джоковичу — 6:4, 2:6, 4:6, 6:4, 2:6.
В конце октября Зверев выиграл турнир ATP 500 в зале в Вене, вслед за этим на Мастерсе в Париже проиграл в полуфинале Даниилу Медведеву (2:6, 2:6). В ноябре на итоговом турнире ATP вышел из группы с одним поражением (от Медведева), в полуфинале обыграл Джоковича (7:6(4), 4:6, 6:3), а в финале взял реванш у Медведева — 6:4, 6:4. Таким образом, Зверев выиграл в сезоне 6 из 6 финалов.

### 2022: травма во Франции и второе место в рейтинге
На Открытом чемпионате Австралии Зверев уверенно дошёл до 4-го круга, не отдав ни одного сета. В 4-м раунде неожиданно уступил в трёх сетах Денису Шаповалову. В начале февраля дошёл до финала турнира ATP 250 в зале в Монпелье, где проиграл 35-й ракетке мира Александру Бублику (4-6, 3-6), который выиграл свой первый в карьере турнир ATP.

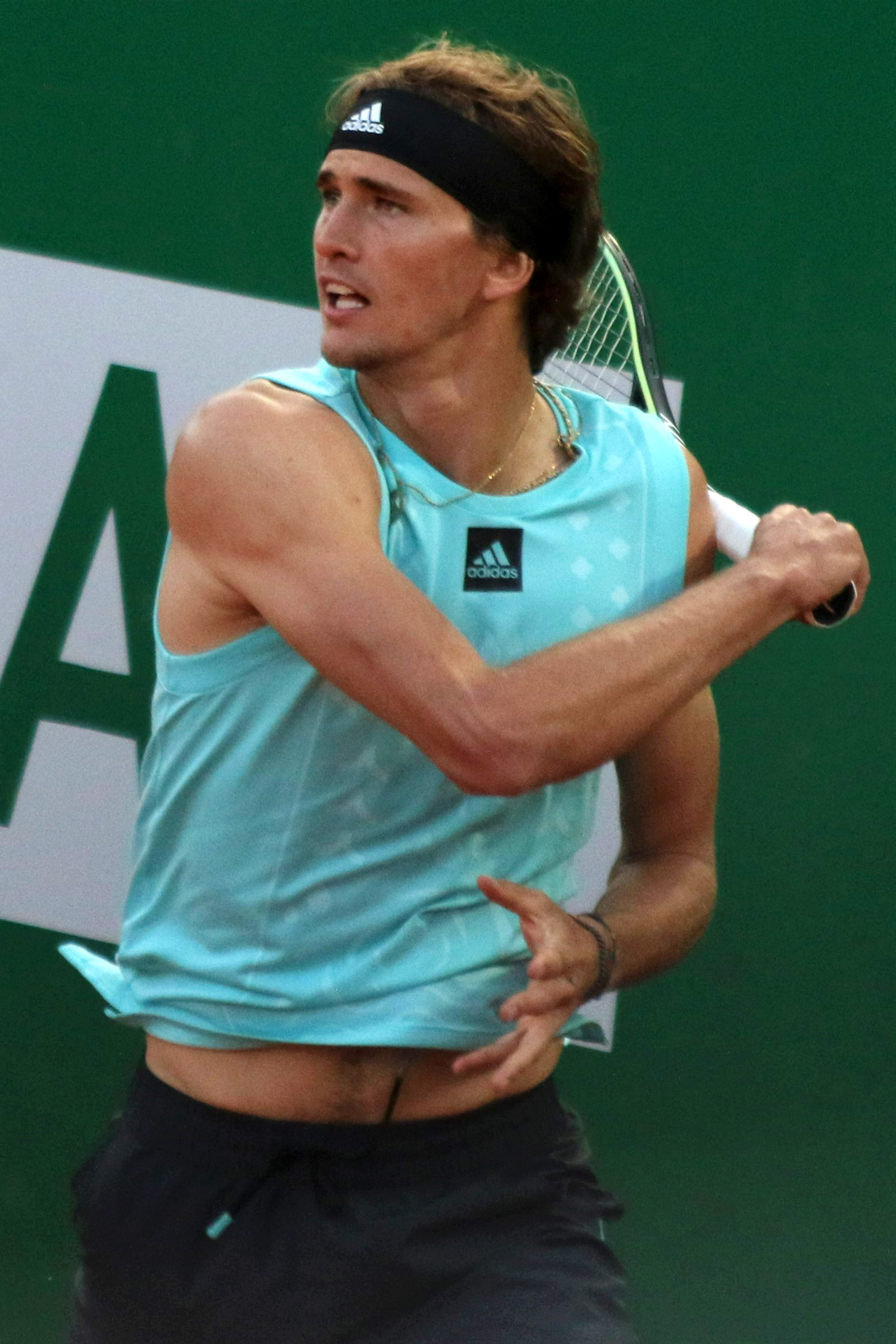
2022 год

23 февраля в Акапулько в 1/8 финала парного матча против Ллойда Гласспула и Харри Хелиоваары Зверев уступил в паре с Марсело Мело в трёх сетах. Он нанёс несколько агрессивных ударов ракеткой по вышке рядом с ногой судьи. За это Зверев был дисквалифицирован с турнира. Позже ATP назначила 8-недельную дисквалификацию и штраф в размере 25 тысяч долларов, в случае, если теннисист совершит новое подобное нарушение до 22 февраля следующего года.
В марте Зверев дошёл до полуфинала Мастерса в Индиан-Уэлс в парном разряде вместе с Андреем Голубевым, где уступил американской паре Джон Изнер и Джек Сок (3-6 2-6). На Мастерсе на харде в Майами Зверев проиграл в четвертьфинале Касперу Рууду (3-6, 6-1, 3-6). На Мастерсе на грунте в Монте-Карло дошёл до полуфинала, где проиграл Стефаносу Циципасу (4-6, 2-6). В мае грунтовом Мастерсе в Мадриде взял реванш у Циципаса в полуфинале (6-4, 3-6, 6-2), но в финале за 64 минуты был разгромлен 19-летним Карлосом Алькарасом (3-6, 1-6). На следующем Мастерсе на грунте в Риме Зверев и Циципас вновь встретились на стадии полуфинала, где сильнее оказался Циципас — 6-4, 3-6, 6-3.
На Ролан Гаррос Зверев дошёл до полуфинала, обыграв в четвертьфинале Карлоса Алькараса со счётом 6-4, 6-4, 4-6, 7-6(7). В 4-м сете Зверев отыграл сетбол. Эксперты высоко оценили уровень игры Зверева в этом матче. В полуфинале против Рафаэля Надаля в конце второго сета Зверев оступился, в результате чего получил травму ноги и не смог продолжить матч. Зверев покинул корт на инвалидной коляске. Из-за травмы Зверев был вынужден пропустить Уимблдонский турнир и Открытый чемпионат США.
13 июня после Ролан Гаррос впервые в карьере поднялся на второе место в рейтинге, которое занимал вплоть до начала Открытого чемпионата США.
В начале августа Зверев подтвердил, что болен диабетом первого типа, который был у него диагностирован в 4 года. В августе вернулся к полноценным тренировкам на корте.

### 2023: полуфинал на «Ролан Гаррос»

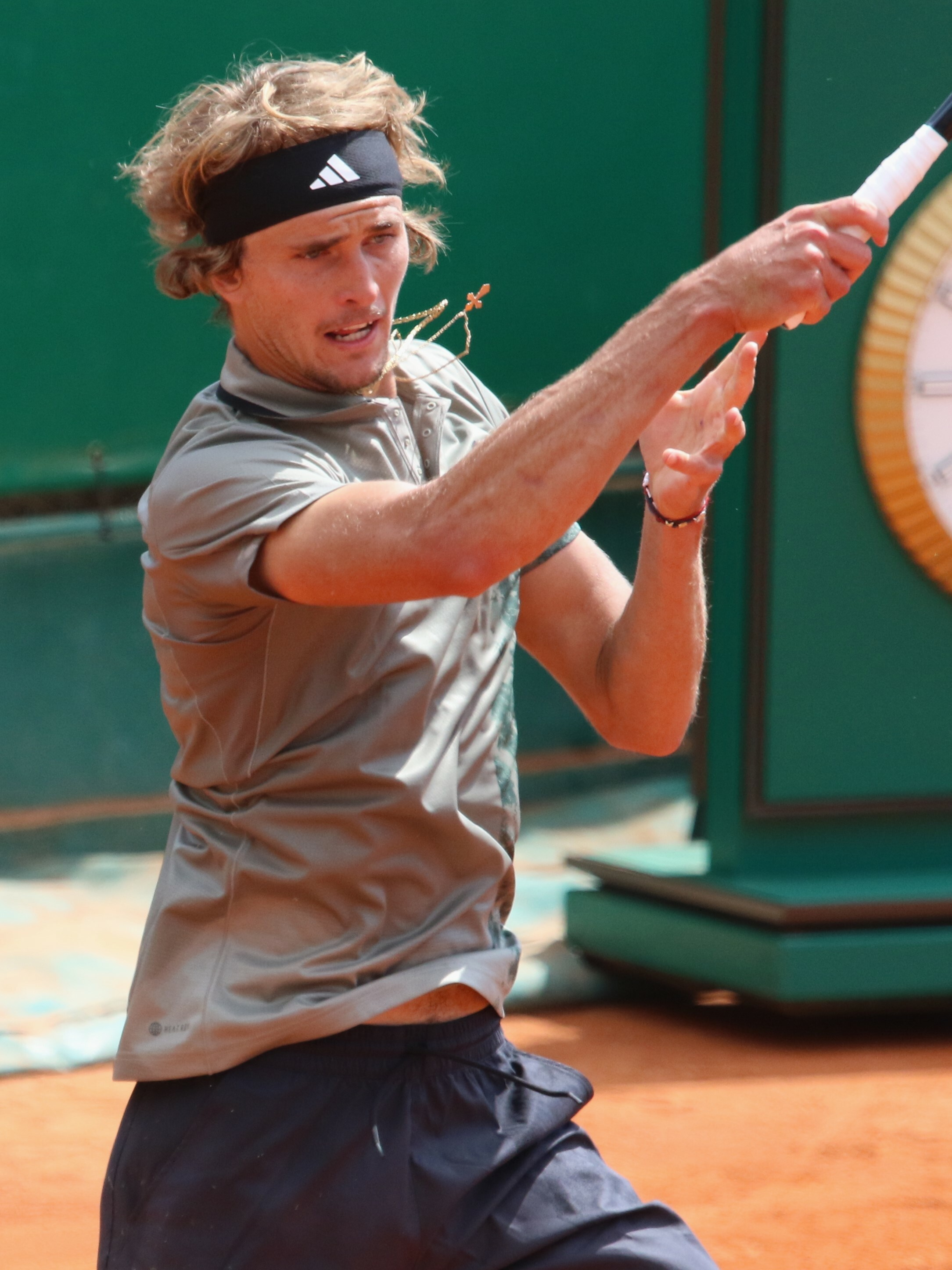
Апрель 2023 года

Зверев вернулся на корт в начале 2023 года. На Открытом чемпионате Австралии Александр во втором круге уступил 107-й ракетке мира американцу Майклу Ммо в четырёх сетах. В начале марта на турнире ATP 500 в Дубае впервые после возвращения дошёл до полуфинала, где проиграл в двух сетах Андрею Рублёву.
На турнирах сериях Мастерс в Индиан-Уэлсе (на харде) и в Монте-Карло (на грунте) Зверев дважды уступал в упорных матчах Даниилу Медведеву, в обоих случаях выиграв первый сет. В мае на турнире Мастерс в Риме на грунте Зверев вновь проиграл Медведеву, на этот раз в двух сетах. На Открытом чемпионате Франции Зверев, посеянный 22-м, третий раз подряд дошёл до полуфинала, отдав в пяти матчах только два сета. На стадии полуфинала Зверев проиграл Касперу Рууду — 3-6, 4-6, 0-6.
Перед Уимблдоном Зверев дошёл до полуфинала турнира в Халле, где проиграл Александру Бублику (3-6, 5-7). На Уимблдоне Зверев был посеян под 19-м номером и в третьем круге проиграл Маттео Берреттини — 3-6, 6-7(4), 6-7(5).
В конце июля Зверев выиграл турнир ATP 500 на грунте в Гамбурге, не отдав ни одного сета в 5 матчах. Все соперники Зверева на турнире не входили в топ-50 мирового рейтинга. Для Зверева это был первый финал турнира ATP с мая 2022 года и первый титул с ноября 2021 года. Зверев выиграл 20-й титул ATP в карьере.
В августе на турнире серии Мастерс в Цинциннати Зверев уже четвёртый раз за сезон на стадии 1/8 финала встретился с Даниилом Медведевым и в этот раз обыграл его — 6-4, 5-7, 6-4. Зверев победил Медведева всего второй раз за последние 10 встреч, а на открытом воздухе вообще впервые с 2018 года. В четвертьфинале Зверев разгромил Адриана Маннарино (6-2 6-3), в полуфинале впервые с 2021 года Александр встретился с Джоковичем и уступил ему — 6-7(5), 5-7.
На Открытом чемпионате США Зверев был посеян под 12-м номером. В третьем круге Зверев в 4 сетах переиграл 19-ю ракетку мира Григора Димитрова, а в 4-м раунде в пяти сетах обыграл шестую ракетку мира Янника Синнера — 6-4, 3-6, 6-2, 4-6, 6-3. Зверев 10-й раз в карьере вышел в четвертьфинал турнира Большого шлема и третий раз в США. В четвертьфинале Зверев в трёх сетах проиграл Карлосу Алькарасу.
В конце сентября выиграл турнир ATP 250 в китайском Чэнду на харде, в финале в трёх сетах переиграв Романа Сафиуллина. Это была первая победа Зверева на турнирах серии ATP 250 с октября 2020 года. Вслед за этим на турнире ATP 500 в Пекине в полуфинале пятый раз за год встретился с Даниилом Медведевым и 4-й раз проиграл, на этот раз в двух сетах (4-6, 3-6).
На Итоговом турнире ATP в Турине Зверев на групповой стадии обыграл в трёх сетах Карлоса Алькараса и в двух сетах Андрея Рублёва, но уступил в двух сетах Даниилу Медведеву. В итоге Зверев не вышел из группы, уступив по дополнительным показателям Алькарасу и Медведеву. Завершил сезон на 7-м месте в рейтинге, шестой раз в карьере попав в топ-10 в конце года.

### 2024: победа на Мастерсах в Риме и Париже, финал «Ролан Гаррос»
На Открытом чемпионате Австралии Зверев едва вновь не вылетел во втором круге. Он сумел за 4,5 часа обыграть 163-ю ракетку мира словака Лукаша Клейна, прошедшего квалификацию, в 5 сетах со счётом 7-5, 3-6, 4-6, 7-6(5), 7-6(10-7). За матч Зверев сделал 21 эйс и реализовал 2 из 11 брейкпойнтов. В 4-м круге Звереву вновь пришлось играть 5 сетов. Он сумел победить 19-го сеянного Кэмерона Норри на решающем тай-брейке — 7-5, 3-6, 6-3, 4-6, 7-6(10-3). За матч, который продолжался 4 часа и 5 минут, Зверев реализовал 4 из 14 брейкпойнтов, а его соперник — 4 из 10. В четвертьфинале фаворитом в матче против Зверева считался вторая ракетка мира Карлос Алькарас. Однако Зверев доминировал с самого начала матча, особенно удавалась ему игра на своей подаче (процент попадания первой подачи составил 85). Зверев выиграл первые два сета со счётом 6-1, 6-3, а затем вёл 5-2 в третьем сете, несколько раз он был в двух мячах от победы. Однако подавая на матч, он впервые проиграл свою подачу. На тай-брейке третьей партии Зверев повёл 2-0, но потом проиграл 7 мячей подряд. В 4-м сете Зверев сделал брейк при счёте 4-4 и затем успешно подал на матч — 6-1, 6-3, 6-7(2), 6-4. За матч Зверев реализовал 7 из 10 брейкпойнтов, а Алькарас — 2 из 5. Зверев активно выиграл 28 мячей при 25 невынужденных ошибках, у Алькараса это соотношение составило 39—45. Зверев седьмой раз в карьере вышел в полуфинал турнира Большого шлема и второй раз в Австралии после 2020 года. Зверев вышел как минимум в один полуфинал турнира Большого шлема пятый сезон подряд. В полуфинале Зверев выиграл первые два сета у Даниила Медведева 7-5 6-3. Но Медведев сумел выиграть третий сет на тай-брейке. В 4-м сете игра вновь дошла до тай-брейка, где Зверев вёл 5-4 и имел две своих подачи. Но Медведев выиграл 3 мяча подряд и с ними сет. В пятом сете Медведев сумел вырвать победу — 5-7, 3-6, 7-6(4), 7-6(5), 6-3.
В марте на Мастерсе в Индиан-Уэлсе Зверев проиграл в 1/4 финала Карлосу Алькарасу (3-6, 1-6). Матч был прерван в самом начале из-за нашествия пчёл и продолжился через два часа. Это был последний турнир серии Мастерс, на котором ранее Зверев никогда не доходил до четвертьфинала. Вслед за этим на Мастерсе в Майами в полуфинале проиграл в трёх сетах Григору Димитрову.
В середине мая выиграл Мастерс в Риме на грунте, победив в финале в двух сетах Николаса Ярри. В 6 матчах турнира Зверев проиграл только один сет — в полуфинале чилийцу Алехандро Табило. Это была вторая победа Зверева в Риме после 2017 года и суммарно шестая победа на турнирах серии Мастерс, в том числе четвёртая на грунте. После турнира в Риме Зверев впервые с августа 2022 года поднялся на 4-е место в рейтинге, опередив Даниила Медведева.
На Открытом чемпионате Франции в первом круге обыграл Рафаэля Надаля со счётом 6-3, 7-6(3), 6-3, Зверев, посеянный на турнире под 4-м номером, стал третьим в истории теннисистом, обыгравшим Надаля на кортах «Ролан Гаррос». В третьем круге в матче против Таллона Грикспора Зверев уступал 1-4 с двумя брейками в пятом сете, но сумел победить на супертай-брейке за 4 часа и 14 минут — 3-6, 6-4, 6-2, 4-6, 7-6(10-3). За матч Зверев реализовал 5 из 18 брейкпойнтов, а его соперник — 4 из 10. В матче 4-го раунда против Хольгера Руне Зверев был в трёх очках от поражения в 4-м сете, но сумел победить за 4 часа и 11 минут со счётом 4-6, 6-1, 5-7, 7-6(2), 6-2. За матч Зверев сделал 16 эйсов при 3 двойных ошибках и реализовал 8 из 23 брейкпойнтов, Руне реализовал 6 из 10 брейкпойнтов. В 1/4 финала Зверев обыграл Алекса де Минора в трёх сетах и четвёртый год подряд вышел в полуфинал Открытого чемпионата Франции. Суммарно это 8-й полуфинал турниров Большого шлема для Зверева. В полуфинале Зверев обыграл Каспера Рууда со счётом 2-6, 6-2, 6-4, 6-2 и второй раз в карьере вышел в финал турнира Большого шлема после Открытого чемпионата США 2020 года. В финале против Карлоса Алькараса Зверев вёл 2-1 по партиям, но всё же уступил в 5 сетах — 3-6, 6-2, 7-5, 1-6, 2-6.
В июне на турнире ATP 250 на траве в Халле дошёл до полуфинала, где проиграл Хуберту Хуркачу в двух сетах. На Уимблдоне уверенно прошёл три круга, выиграв три матча в трёх сетах. В третьем круге на тай-брейке третьего сета обыграл Кэмерона Норри со счётом 17-15. В 4-м круге вёл 2-0 по сетам против Тейлора Фрица, но уступил в пяти партиях — 6-4, 7-6(4), 4-6, 6-7(3), 3-6. На турнире ATP 500 на грунте в Гамбурге в финале проиграл 28-й ракетке мира Артюру Фису со счётом 3-6, 6-3, 6-7(1). На Олимпийских играх в Париже в одиночном разряде дошёл до 1/4 финала, где проиграл 16-й ракетке мира Лоренцо Музетти со счётом 5-7, 5-7.
В августе на Мастерсе в Монреале проиграл в 1/4 финала 18-й ракетке мира Себастьяну Корде в трёх сетах. Вслед за этим дошёл до полуфинала Мастерса в Цинциннати, где проиграл в упорном матче первой ракетке мира Яннику Синнеру со счётом 6-7(9), 7-5, 6-7(4). На Открытом чемпионате США Зверев был посеян под 4-м номером и дошёл до 1/4 финала, 4-й раз подряд минимум до этой стадии в США (в 2022 году он пропускал турнир). В борьбе за 1/2 финала Зверев уступил будущему финалисту Тейлору Фрицу в четырёх сетах.
На Мастерсе в Шанхае Зверев в четвёртом раунде неожиданно уступил 66-й ракетке мира Давиду Гоффену в двух сетах. Зато на следующем Мастерсе — в зале в Париже — Звереву удалось завоевать титул. В пяти матчах на турнире он отдал только один сет. Для Зверева это был 12-й в карьере финал турнира серии Мастерс и 7-я победа. В Париже он ранее играл в финале в 2020 году, когда уступил Даниилу Медведеву. Также для Зверева это была первая почти за три года победа на турнире в зале после его успеха на Итоговом турнире 2021 года.
На Итоговом же турнире 2024 года Зверев удачно сыграл в группе, выиграв три матча в двух сетах — у Андрея Рублёва, Каспера Рууда и Карлоса Алькараса. Однако в полуфинале Зверев уступил Тейлору Фрицу на тай-брейке третьего сета. Это было 4-е поражение Зверева от Фрица в 4 матчах в 2024 году. Тем не менее Зверев впервые закончил год на втором месте в рейтинге (и седьмой раз в карьере в топ-10).

### 2025: финал в Австралии
На Открытом чемпионате Австралии Зверев был посеян под вторым номером и достаточно уверенно дошёл до финала. В первых пяти матчах он проиграл только два сета. В полуфинале Зверев встретился с Новаком Джоковичем и выиграл у него первый сет на тай-брейке, после чего Джокович отказался от продолжения матча. Однако в финале Зверев не сумел переиграть первую ракетку мира Янника Синнера — 3-6 6-7(4-7) 3-6. Для Зверева это был третий в карьере финал турнира Большого шлема и третье поражение.
В феврале Зверев сыграл на двух грунтовых турнирах в Аргентине и Бразилии, но оба раза выбыл на стадии 1/4 финала. На Мастерсах в Индиан-Уэлсе, Майами и Монте-Карло Зверев выступил неудачно — только три победы в сумме при трёх поражениях. В апреле Зверев выиграл турнир ATP 500 на грунте в Мюнхене, в пяти матчах он отдал только один сет. В финале Зверев уверенно переиграл американца Бена Шелтона (6-2 6-4).
На турнире серии Masters в Мадриде проиграл в 1/8 финала Франсико Серундоло в двух сетах, вслед за этим на турнире этой же серии в Риме дошёл до 1/4 финала, где проиграл в двух сетах Лоренцо Музетти. 
На Открытом чемпионате Франции седьмой раз за последние 8 лет дошёл до 1/4 финала, где был остановлен Джоковичем — 6-4 3-6 2-6 4-6.
В июне дошёл до финала турнира ATP 250 на траве в Штутгарте, где в двух сетах уступил Тейлору Фрицу. Вслед за этим на ещё одном турнире на траве в Германии, на этот раз в Халле, в полуфинале проиграл Даниилу Медведеву.
На Уимблдоне сенсационно в первом круге уступил французу Артюру Риндеркнешу — 6-7(3-7) 7-6(8-6) 3-6 7-6(7-5) 4-6. Зверев впервые с 2019 года проиграл на турнире Большого шлема в первом же матче, тогда также на Уимблдоне он уступил Иржи Веселы.
Первым выступлением после Уимблдона стал турнир серии Masters в Торонто, где Зверев дошёл до полуфинала и имел матчбол на приёме в третьем сете матча против Карена Хачанова, но уступил — 3-6 6-4 6-7(4-7).

## Рейтинг на конец года
| Год  | Одиночный рейтинг | Парный рейтинг |
| 2024 | 2                 | 90             |
| 2023 | 7                 | 195            |
| 2022 | 12                | 140            |
| 2021 | 3                 | 129            |
| 2020 | 7                 | 174            |
| 2019 | 7                 | 99             |
| 2018 | 4                 | 107            |
| 2017 | 4                 | 103            |
| 2016 | 24                | 161            |
| 2015 | 83                | 343            |
| 2014 | 136               | 486            |
| 2013 | 809               |                |
| 2012 | 837               |                |

По данным официального сайта ATP на последнюю неделю года.

## Выступления на турнирах

### Финалы турниров Большого шлема в одиночном разряде (3)

#### Поражения (3)
| №  | Год  | Турнир                       | Покрытие | Соперник в финале | Счёт                   |
| 1. | 2020 | Открытый чемпионат США       | Хард     | Доминик Тим       | 6-2 6-4 4-6 3-6 6-7(6) |
| 2. | 2024 | Открытый чемпионат Франции   | Грунт    | Карлос Алькарас   | 3-6 6-2 7-5 1-6 2-6    |
| 3. | 2025 | Открытый чемпионат Австралии | Хард     | Янник Синнер      | 3-6 6-7(4) 3-6         |

### Финалы Итогового чемпионатаATP(2)

#### Победы (2)
| №  | Год  | Турнир                 | Покрытие   | Соперник в финале | Счет    |
| 1. | 2018 | Лондон, Великобритания | Хард (зал) | Новак Джокович    | 6-4 6-3 |
| 2. | 2021 | Турин, Италия          | Хард (зал) | Даниил Медведев   | 6-4 6-4 |

### Финалы Олимпийских турниров в одиночном разряде (1)

#### Победы (1)
| №  | Год  | Турнир        | Покрытие | Соперник в финале | Счет    |
| 1. | 2021 | Токио, Япония | Хард     | Карен Хачанов     | 6-3 6-1 |

### Финалы турнировATPв одиночном разряде (39)

#### Победы (24)
| Легенда                     |
| --------------------------- |
| Турниры Большого шлема (0)* |
| Итоговый турнир ATP (2)     |
| Олимпиада (1)               |
| Мастерс (7)                 |
| АТР 500 (6+1)               |
| АТР 250 (8+1)               |

| Титулы по покрытиям | Титулы по месту проведения матчей турнира |
| ------------------- | ----------------------------------------- |
| Хард (15+2)*        | Зал (8+1)                                 |
| Грунт (9)           | Зал (8+1)                                 |
| Трава (0)           | Открытый воздух (16+1)                    |
| Ковёр (0)           | Открытый воздух (16+1)                    |

* количество побед в одиночном разряде + количество побед в парном разряде.
| №   | Дата             | Турнир                  | Покрытие   | Соперник в финале   | Счёт              |
| 1.  | 25 сентября 2016 | Санкт-Петербург, Россия | Хард (зал) | Стэн Вавринка       | 6-2 3-6 7-5       |
| 2.  | 12 февраля 2017  | Монпелье, Франция       | Хард (зал) | Ришар Гаске         | 7-6(4) 6-3        |
| 3.  | 7 мая 2017       | Мюнхен, Германия        | Грунт      | Гидо Пелья          | 6-4 6-3           |
| 4.  | 21 мая 2017      | Рим, Италия             | Грунт      | Новак Джокович      | 6-4 6-3           |
| 5.  | 6 августа 2017   | Вашингтон, США          | Хард       | Кевин Андерсон      | 6-4 6-4           |
| 6.  | 13 августа 2017  | Монреаль, Канада        | Хард       | Роджер Федерер      | 6-3 6-4           |
| 7.  | 6 мая 2018       | Мюнхен, Германия (2)    | Грунт      | Филипп Кольшрайбер  | 6-3 6-3           |
| 8.  | 13 мая 2018      | Мадрид, Испания         | Грунт      | Доминик Тим         | 6-4 6-4           |
| 9.  | 5 августа 2018   | Вашингтон, США (2)      | Хард       | Алекс де Минор      | 6-2 6-4           |
| 10. | 18 ноября 2018   | Лондон, Великобритания  | Хард (зал) | Новак Джокович      | 6-4 6-3           |
| 11. | 25 мая 2019      | Женева, Швейцария       | Грунт      | Николас Ярри        | 6-3 3-6 7-6(8)    |
| 12. | 18 октября 2020  | Кёльн (I), Германия     | Хард (зал) | Феликс Оже-Альяссим | 6-3 6-3           |
| 13. | 25 октября 2020  | Кёльн (II), Германия    | Хард (зал) | Диего Шварцман      | 6-2 6-1           |
| 14. | 20 марта 2021    | Акапулько, Мексика      | Хард       | Стефанос Циципас    | 6-4 7-6(3)        |
| 15. | 9 мая 2021       | Мадрид, Испания (2)     | Грунт      | Маттео Берреттини   | 6-7(8) 6-4 6-3    |
| 16. | 1 августа 2021   | Олимпиада               | Хард       | Карен Хачанов       | 6-3 6-1           |
| 17. | 22 августа 2021  | Цинциннати, США         | Хард       | Андрей Рублёв       | 6-2 6-3           |
| 18. | 31 октября 2021  | Вена, Австрия           | Хард (зал) | Фрэнсис Тиафо       | 7-5 6-4           |
| 19. | 21 ноября 2021   | Турин, Италия (2)       | Хард (зал) | Даниил Медведев     | 6-4 6-4           |
| 20. | 30 июля 2023     | Гамбург, Германия       | Грунт      | Ласло Дьере         | 7-5 6-3           |
| 21. | 26 сентября 2023 | Чэнду, Китай            | Хард       | Роман Сафиуллин     | 6-7(2) 7-6(5) 6-3 |
| 22. | 19 мая 2024      | Рим, Италия (2)         | Грунт      | Николас Ярри        | 6-4 7-5           |
| 23. | 3 ноября 2024    | Париж, Франция          | Хард (зал) | Юго Эмбер           | 6-2 6-2           |
| 24. | 20 апреля 2025   | Мюнхен, Германия (3)    | Грунт      | Бен Шелтон          | 6-2 6-4           |

#### Поражения (15)
| №   | Дата             | Турнир                       | Покрытие   | Соперник в финале | Счёт                   |
| 1.  | 21 мая 2016      | Ницца, Франция               | Грунт      | Доминик Тим       | 4-6 6-3 0-6            |
| 2.  | 19 июня 2016     | Халле, Германия              | Трава      | Флориан Майер     | 2-6 7-5 3-6            |
| 3.  | 25 июня 2017     | Халле, Германия (2)          | Трава      | Роджер Федерер    | 1-6 3-6                |
| 4.  | 1 апреля 2018    | Майами, США                  | Хард       | Джон Изнер        | 7-6(4) 4-6 4-6         |
| 5.  | 20 мая 2018      | Рим, Италия                  | Грунт      | Рафаэль Надаль    | 1-6 6-1 3-6            |
| 6.  | 2 марта 2019     | Акапулько, Мексика           | Хард       | Ник Кирьос        | 3-6 4-6                |
| 7.  | 13 октября 2019  | Шанхай, Китай                | Хард       | Даниил Медведев   | 4-6 1-6                |
| 8.  | 13 сентября 2020 | Открытый чемпионат США       | Хард       | Доминик Тим       | 6-2 6-4 4-6 3-6 6-7(6) |
| 9.  | 8 ноября 2020    | Париж, Франция               | Хард (зал) | Даниил Медведев   | 7-5 4-6 1-6            |
| 10. | 6 февраля 2022   | Монпелье, Франция            | Хард (зал) | Александр Бублик  | 4-6 3-6                |
| 11. | 8 мая 2022       | Мадрид, Испания              | Грунт      | Карлос Алькарас   | 3-6 1-6                |
| 12. | 9 июня 2024      | Открытый чемпионат Франции   | Грунт      | Карлос Алькарас   | 3-6 6-2 7-5 1-6 2-6    |
| 13. | 21 июля 2024     | Гамбург, Германия            | Грунт      | Артюр Фис         | 3-6 6-3 6-7(1)         |
| 14. | 26 января 2025   | Открытый чемпионат Австралии | Хард       | Янник Синнер      | 3-6 6-7(4) 3-6         |
| 15. | 15 июня 2025     | Штутгарт, Германия           | Трава      | Тейлор Фриц       | 3-6 6-7(0)             |

### Финалы челленджеров и фьючерсов в одиночном разряде (3)

#### Победы (2)
| Условные обозначения |
| Челленджеры (2)*     |
| Фьючерсы (0)         |

| Титулы по покрытиям | Титулы по месту проведения матчей турнира |
| ------------------- | ----------------------------------------- |
| Хард (0)*           | Зал (0)                                   |
| Грунт (2)           | Зал (0)                                   |
| Трава (0)           | Открытый воздух (2)                       |
| Ковёр (0)           | Открытый воздух (2)                       |

* количество побед в одиночном разряде.
| №  | Дата        | Турнир               | Покрытие | Соперник в финале | Счёт        |
| 1. | 6 июля 2014 | Брауншвейг, Германия | Грунт    | Поль-Анри Матьё   | 1-6 6-1 6-4 |
| 2. | 17 мая 2015 | Хайльбронн, Германия | Грунт    | Гидо Пелья        | 6-1 7-6(7)  |

#### Поражения (1)
| №  | Дата           | Турнир          | Покрытие | Соперник в финале | Счёт    |
| 1. | 18 ноября 2012 | Брейдентон, США | Грунт    | Флориан Рене      | 0-6 1-6 |

### Финалы турнировATPв парном разряде (8)

#### Победы (2)
| №  | Дата            | Турнир             | Покрытие   | Партнёр     | Соперники в финале           | Счёт              |
| 1. | 12 февраля 2017 | Монпелье, Франция  | Хард (зал) | Миша Зверев | Фабрис Мартен Даниэль Нестор | 6-4 6-7(3) [10-7] |
| 2. | 2 марта 2019    | Акапулько, Мексика | Хард       | Миша Зверев | Остин Крайчек Артём Ситак    | 2-6 7-6(4) [10-5] |

#### Поражения (6)
| №  | Дата            | Турнир              | Покрытие   | Партнёр      | Соперники в финале           | Счёт           |
| 1. | 3 мая 2015      | Мюнхен, Германия    | Грунт      | Миша Зверев  | Александр Пейя Бруно Соарес  | 6-4 1-6 [5-10] |
| 2. | 7 февраля 2016  | Монпелье, Франция   | Хард (зал) | Миша Зверев  | Майкл Винус Мате Павич       | 5-7 6-7(4)     |
| 3. | 25 июня 2017    | Халле, Германия     | Трава      | Миша Зверев  | Лукаш Кубот Марсело Мело     | 7-5 3-6 [8-10] |
| 4. | 24 июня 2018    | Халле, Германия (2) | Трава      | Миша Зверев  | Лукаш Кубот Марсело Мело     | 6-7(1) 4-6     |
| 5. | 28 октября 2018 | Базель, Швейцария   | Хард (зал) | Миша Зверев  | Доминик Инглот Франко Шкугор | 2-6 5-7        |
| 6. | 14 апреля 2024  | Монте-Карло, Монако | Грунт      | Марсело Мело | Йоран Влиген Сандер Жийе     | 7-5 3-6 [5-10] |

### Финалы командных турниров (3)

#### Победы (1)
| №  | Год  | Турнир     | Команда                                                                       | Соперник в финале                                                               | Счёт в финале |
| 1. | 2024 | United Cup | Германия · К. Венельт, А.Зверев, Л. Зигемунд, А.Кербер, Т. Мария, М. Мартерер | Польша · Я. Зелиньский, К. Кава, Д. Михальский, К. Питер, И. Свёнтек, Х. Хуркач | 2-1           |

#### Поражения (2)
| №  | Год  | Турнир            | Команда                       | Соперник в финале               | Счёт в финале |
| 1. | 2018 | Кубок Хопмана     | Германия · А.Кербер, А.Зверев | Швейцария · Б.Бенчич, Р.Федерер | 1-2           |
| 2. | 2019 | Кубок Хопмана (2) | Германия · А.Кербер, А.Зверев | Швейцария · Б.Бенчич, Р.Федерер | 1-2           |

## История выступлений на турнирах
По состоянию на 9 июня 2025 года
Для того, чтобы предотвратить неразбериху и удваивание счета, информация в этой таблице корректируется только по окончании турнира или по окончании участия там данного игрока.
| Турнир                       | 2014          | 2015          | 2016  | 2017          | 2018          | 2019          | 2020          | 2021          | 2022          | 2023          | 2024  | 2025  | Итог   | В/П за карьеру |
| ---------------------------- | ------------- | ------------- | ----- | ------------- | ------------- | ------------- | ------------- | ------------- | ------------- | ------------- | ----- | ----- | ------ | -------------- |
| Турниры Большого шлема       |               |               |       |               |               |               |               |               |               |               |       |       |        |                |
| Открытый чемпионат Австралии | -             | К1            | 1Р    | 3Р            | 3Р            | 4Р            | 1/2           | 1/4           | 4Р            | 2Р            | 1/2   | Ф     | 0 / 10 | 31-10          |
| Открытый чемпионат Франции   | -             | К2            | 3Р    | 1Р            | 1/4           | 1/4           | 4Р            | 1/2           | 1/2           | 1/2           | Ф     | 1/4   | 0 / 10 | 38-10          |
| Уимблдонский турнир          | -             | 2Р            | 3Р    | 4Р            | 3Р            | 1Р            | НП            | 4Р            | -             | 3Р            | 4Р    |       | 0 / 8  | 16-8           |
| Открытый чемпионат США       | К2            | 1Р            | 2Р    | 2Р            | 3Р            | 4Р            | Ф             | 1/2           | -             | 1/4           | 1/4   |       | 0 / 9  | 26-9           |
| Итог                         | 0 / 0         | 0 / 2         | 0 / 4 | 0 / 4         | 0 / 4         | 0 / 4         | 0 / 3         | 0 / 4         | 0 / 2         | 0 / 4         | 0 / 4 | 0 / 2 | 0 / 37 |                |
| В/П в сезоне                 | 0-0           | 1-2           | 5-4   | 6-4           | 10-4          | 10-4          | 14-3          | 17-4          | 8-2           | 12-4          | 18-4  | 10-2  |        | 111-37         |
| Итоговые турниры             |               |               |       |               |               |               |               |               |               |               |       |       |        |                |
| Итоговый турнир ATP          | -             | -             | -     | Группа        | П             | 1/2           | Группа        | П             | -             | Группа        | 1/2   |       | 2 / 7  | 17-10          |
| Олимпийские игры             |               |               |       |               |               |               |               |               |               |               |       |       |        |                |
| Летняя Олимпиада             | Не проводился | Не проводился | -     | Не проводился | Не проводился | Не проводился | Не проводился | I             | Не проводился | Не проводился | 1/4   | НП    | 1 / 2  | 9-1            |
| Турниры Мастерс              |               |               |       |               |               |               |               |               |               |               |       |       |        |                |
| Индиан-Уэлс                  | -             | К1            | 4Р    | 3Р            | 2Р            | 3Р            | НП            | 4Р            | 2Р            | 4Р            | 1/4   | 2Р    | 0 / 9  | 13-9           |
| Майами                       | -             | 2Р            | 2Р    | 1/4           | Ф             | 2Р            | НП            | 2Р            | 1/4           | 2Р            | 1/2   | 4Р    | 0 / 10 | 19-10          |
| Монте-Карло                  | -             | -             | 2Р    | 3Р            | 1/2           | 3Р            | НП            | 3Р            | 1/2           | 3Р            | 3Р    | 2Р    | 0 / 9  | 14-9           |
| Мадрид                       | -             | -             | -     | 1/4           | П             | 1/4           | НП            | П             | Ф             | 4Р            | 4Р    | 4Р    | 2 / 8  | 25-6           |
| Рим                          | -             | -             | 2Р    | П             | Ф             | 2Р            | -             | 1/4           | 1/2           | 4Р            | П     | 1/4   | 2 / 9  | 27-7           |
| Монреаль/Торонто             | -             | -             | 1Р    | П             | 1/4           | 1/4           | НП            | -             | -             | 2Р            | 1/4   |       | 1 / 6  | 12-5           |
| Цинциннати                   | К1            | 1Р            | 1Р    | 2Р            | 2Р            | 2Р            | 2Р            | П             | -             | 1/2           | 1/2   |       | 1 / 9  | 12-8           |
| Шанхай                       | -             | -             | 3Р    | 3Р            | 1/2           | Ф             | Не проводился | Не проводился | Не проводился | 2Р            | 4Р    |       | 0 / 6  | 12-6           |
| Париж                        | -             | -             | -     | 2Р            | 1/4           | 3Р            | Ф             | 1/2           | -             | 3Р            | П     |       | 1 / 7  | 17-6           |
| Статистика за карьеру        |               |               |       |               |               |               |               |               |               |               |       |       |        |                |
| Проведено финалов            | 0             | 0             | 3     | 6             | 6             | 3             | 4             | 6             | 2             | 2             | 4     | 2     |        | 38             |
| Выиграно турниров АТП        | 0             | 0             | 1     | 5             | 4             | 1             | 2             | 6             | 0             | 2             | 2     | 1     |        | 24             |
| В/П: всего                   | 4-6           | 14-17         | 44-24 | 57-22         | 60-19         | 44-25         | 28-11         | 59-15         | 29-10         | 55-27         | 69-21 | 29-11 |        | 492-209        |
| Σ % побед                    | 40 %          | 45 %          | 65 %  | 72 %          | 76 %          | 64 %          | 72 %          | 80 %          | 74 %          | 67 %          | 77 %  | 73 %  |        | 70,2 %         |

К — проигрыш в квалификационном турнире.

## Победы над теннисистами из топ-10
По состоянию на 9 июня 2025 года
- У Зверева рекорд 55-72 против игроков, которые на момент проведения матча входили в топ-10.

| Сезон | 2013 | 2014 | 2015 | 2016 | 2017 | 2018 | 2019 | 2020 | 2021 | 2022 | 2023 | 2024 | 2025 | Всего |
| Побед | 0    | 0    | 0    | 4    | 7    | 10   | 3    | 3    | 12   | 3    | 4    | 8    | 1    | 55    |

| №    | Игрок               | Рейтинг | Турнир                       | Покрытие   | Этап       | Счёт                    | Рейтинг Зверева |
| ---- | ------------------- | ------- | ---------------------------- | ---------- | ---------- | ----------------------- | --------------- |
| 2016 |                     |         |                              |            |            |                         |                 |
| 1.   | Роджер Федерер      | 3       | Халле, Германия              | Трава      | 1/2 финала | 7-6(4), 5-7, 6-3        | 38              |
| 2.   | Томаш Бердых        | 9       | Санкт-Петербург, Россия      | Хард (зал) | 1/2 финала | 6-4, 6-4                | 27              |
| 3.   | Стэн Вавринка       | 3       | Санкт-Петербург, Россия      | Хард (зал) | Финал      | 6-2, 3-6, 7-5           | 27              |
| 4.   | Доминик Тим         | 10      | Пекин, Китай                 | Хард       | 1-й раунд  | 4-6, 6-1, 6-3           | 24              |
| 2017 |                     |         |                              |            |            |                         |                 |
| 5.   | Стэн Вавринка       | 3       | Майами, США                  | Хард       | 4-й раунд  | 4-6, 6-2, 6-1           | 20              |
| 6.   | Марин Чилич         | 7       | Мадрид, Испания              | Грунт      | 2-й раунд  | 6-7(3), 6-3, 6-4        | 19              |
| 7.   | Милош Раонич        | 6       | Рим, Италия                  | Грунт      | 1/4 финала | 7-6(4), 6-1             | 17              |
| 8.   | Новак Джокович      | 2       | Рим, Италия                  | Грунт      | Финал      | 6-4, 6-3                | 17              |
| 9.   | Кей Нисикори        | 9       | Вашингтон, США               | Хард       | 1/2 финала | 6-3, 6-4                | 8               |
| 10.  | Роджер Федерер      | 3       | Монреаль, Канада             | Хард       | Финал      | 6-3, 6-4                | 8               |
| 11.  | Марин Чилич         | 5       | Финал Мирового тура          | Хард (зал) | Группа     | 6-4, 3-6, 6-4           | 3               |
| 2018 |                     |         |                              |            |            |                         |                 |
| 12.  | Джон Изнер          | 9       | Мадрид, Испания              | Грунт      | 1/4 финала | 6-4, 7-5                | 3               |
| 13.  | Доминик Тим         | 7       | Мадрид, Испания              | Грунт      | Финал      | 6-4, 6-4                | 3               |
| 14.  | Давид Гоффен        | 10      | Рим, Италия                  | Грунт      | 1/4 финала | 6-4, 3-6, 6-3           | 3               |
| 15.  | Марин Чилич         | 5       | Рим, Италия                  | Грунт      | 1/2 финала | 7-6(13), 7-5            | 3               |
| 16.  | Джон Изнер          | 10      | Кубок Лейвера                | Хард (зал) | Группа     | 3-6, 7-6(6), [10-7]     | 5               |
| 17.  | Кевин Андерсон      | 9       | Кубок Лейвера                | Хард (зал) | Группа     | 6-7(3), 7-5, [10-7]     | 5               |
| 18.  | Марин Чилич         | 7       | Финал Мирового тура          | Хард (зал) | Группа     | 7-6(5), 7-6(1)          | 5               |
| 19.  | Джон Изнер          | 10      | Финал Мирового тура          | Хард (зал) | Группа     | 7-6(5), 6-3             | 5               |
| 20.  | Роджер Федерер      | 3       | Финал Мирового тура          | Хард (зал) | 1/2 финала | 7-5, 7-6(5)             | 5               |
| 21.  | Новак Джокович      | 1       | Финал Мирового тура          | Хард (зал) | Финал      | 6-4, 6-3                | 5               |
| 2019 |                     |         |                              |            |            |                         |                 |
| 22.  | Роджер Федерер      | 3       | Шанхай, Китай                | Хард (зал) | 1/4 финала | 6-3, 6-7(7), 6-3        | 6               |
| 23.  | Рафаэль Надаль      | 1       | Финал Мирового тура          | Хард (зал) | Группа     | 6-2, 6-4                | 7               |
| 24.  | Даниил Медведев     | 4       | Финал Мирового тура          | Хард (зал) | Группа     | 6-4, 7-6(4)             | 7               |
| 2020 |                     |         |                              |            |            |                         |                 |
| 25.  | Диего Шварцман      | 9       | Кёльн, Германия              | Хард (зал) | Финал      | 6-2, 6-1                | 7               |
| 26.  | Рафаэль Надаль      | 2       | Париж, Франция               | Хард (зал) | 1/2 финала | 6-4, 7-5                | 7               |
| 27.  | Диего Шварцман      | 9       | Итоговый турнир ATP          | Хард (зал) | Группа     | 6-3, 4-6, 6-3           | 7               |
| 2021 |                     |         |                              |            |            |                         |                 |
| 28.  | Стефанос Циципас    | 5       | Акапулько, Мексика           | Хард       | Финал      | 6-4, 7-6(3)             | 7               |
| 29.  | Рафаэль Надаль      | 2       | Мадрид, Испания              | Грунт      | 1/4 финала | 6-4, 6-4                | 6               |
| 30.  | Доминик Тим         | 4       | Мадрид, Испания              | Грунт      | 1/2 финала | 6-3, 6-4                | 6               |
| 31.  | Маттео Берреттини   | 10      | Мадрид, Испания              | Грунт      | Финал      | 6-7(8), 6-4, 6-3        | 6               |
| 32.  | Новак Джокович      | 1       | Олимпиада, Токио             | Хард       | 1/2 финала | 1-6, 6-3, 6-1           | 5               |
| 33.  | Стефанос Циципас    | 3       | Цинциннати, США              | Хард       | 1/2 финала | 6-4, 3-6, 7-6(4)        | 5               |
| 34.  | Андрей Рублёв       | 7       | Цинциннати, США              | Хард       | Финал      | 6-2, 6-3                | 5               |
| 35.  | Каспер Рууд         | 8       | Париж, Франция               | Хард (зал) | 1/4 финала | 7-5, 6-4                | 4               |
| 36.  | Маттео Берреттини   | 7       | Итоговый турнир ATP          | Хард (зал) | Группа     | 7-6(7), 1-0 - отказ     | 3               |
| 37.  | Хуберт Хуркач       | 9       | Итоговый турнир ATP          | Хард (зал) | Группа     | 6-2, 6-4                | 3               |
| 38.  | Новак Джокович      | 1       | Итоговый турнир ATP          | Хард (зал) | 1/2 финала | 7-6(4), 4-6, 6-3        | 3               |
| 39.  | Даниил Медведев     | 2       | Итоговый турнир ATP          | Хард (зал) | Финал      | 6-4, 6-4                | 3               |
| 2022 |                     |         |                              |            |            |                         |                 |
| 40.  | Феликс Оже-Альяссим | 10      | Мадрид, Испания              | Грунт      | 1/4 финала | 6-3, 7-5                | 3               |
| 41.  | Стефанос Циципас    | 5       | Мадрид, Испания              | Грунт      | 1/2 финала | 6-4, 3-6, 6-2           | 3               |
| 42.  | Карлос Алькарас     | 6       | Открытый чемпионат Франции   | Грунт      | 1/4 финала | 6-4, 6-4, 4-6, 7-6(7)   | 3               |
| 2023 |                     |         |                              |            |            |                         |                 |
| 43.  | Даниил Медведев     | 3       | Цинциннати, США              | Хард       | 3-й раунд  | 6-4, 5-7, 6-4           | 17              |
| 44.  | Янник Синнер        | 6       | Открытый чемпионат США       | Хард       | 4-й раунд  | 6-4, 3-6, 6-2, 4-6, 6-3 | 12              |
| 45.  | Карлос Алькарас     | 2       | Итоговый турнир ATP          | Хард (зал) | Группа     | 6-7(3), 6-3, 6-4        | 7               |
| 46.  | Андрей Рублёв       | 5       | Итоговый турнир ATP          | Хард (зал) | Группа     | 6-4, 6-4                | 7               |
| 2024 |                     |         |                              |            |            |                         |                 |
| 47.  | Стефанос Циципас    | 6       | United Cup                   | Хард       | 1/4 финала | 6-4, 6-4                | 7               |
| 48.  | Хуберт Хуркач       | 9       | United Cup                   | Хард       | Финал      | 6-7(3), 7-6(6), 6-4     | 7               |
| 49.  | Карлос Алькарас     | 2       | Открытый чемпионат Австралии | Хард       | 1/4 финала | 6-1, 6-3, 6-7(2), 6-4   | 6               |
| 50.  | Алекс де Минор      | 10      | Индиан-Уэлс, США             | Хард       | 4-й раунд  | 5-7, 6-2, 6-3           | 6               |
| 51.  | Каспер Рууд         | 7       | Открытый чемпионат Франции   | Грунт      | 1/2 финала | 2-6, 6-2, 6-4, 6-2      | 4               |
| 52.  | Андрей Рублёв       | 8       | Итоговый турнир ATP          | Хард (зал) | Группа     | 6-4, 6-4                | 2               |
| 53.  | Каспер Рууд         | 7       | Итоговый турнир ATP          | Хард (зал) | Группа     | 7-6(3), 6-3             | 2               |
| 54.  | Карлос Алькарас     | 3       | Итоговый турнир ATP          | Хард (зал) | Группа     | 7-6(5), 6-4             | 2               |
| 2025 |                     |         |                              |            |            |                         |                 |
| 55.  | Новак Джокович      | 7       | Открытый чемпионат Австралии | Хард       | 1/2 финала | 7-6(5) - отказ          | 2               |